# 高橋竜
高橋竜（たかはし りょう、1965年4月22日 - ）は、日本のベーシスト、作曲家、プロデューサー。

## 略歴
東京都目黒区出身。10歳より横浜で育つ。横浜市立桜丘高等学校、青山学院大学文学部英米文学科卒。

## バンド活動
小学生の時にThe Beatlesのポール・マッカートニーに衝撃を受け、中学時代にベースを始める。
1984年、プログレッシヴ・ロックバンド、WHITEFANG（ホワイトファング）結成。
ベース兼リード・ヴォーカリストとして活動、インディーズ・レーベルMADE IN JAPANよりアルバム発売、
全国ライヴ・ハウス・ツアー。
解散後すかんちの鍵盤奏者小川文明らとキーボード・トリオSUZY CREAM CHEESEを結成、3枚のアルバムをリリース。
現在、難波弘之、五十嵐久勝らと共にNuovo Immigrato（ヌーヴォ・イミグラート）のベーシストして活動中。
2017年、ピアニスト三柴理とドラマー長谷川浩二とピアノトリオ「竜理長(りょうリチョー)」結成。
リッケンバッカーを愛用している。

## サポート活動
大槻ケンヂ率いる特撮のセカンド・アルバム（徳間ジャパン）のツアーから活動休止まで殆ど全てのライヴ、レコーディングに唯一のサポート・メンバーとして参加。4thアルバム『オムライザー』からは楽曲提供も行う。
現在も大槻ケンヂと絶望少女達の音源にも参加している他、大槻と二人で「大槻ケンヂと高橋竜」名義でアコースティック・ライブなども行っていた。
その他、大谷令文グループの一員として桑名晴子のレコーディングやライヴをサポート。
東野純直の東芝EMI時代のアルバム3枚に、ベース、コーラスで全面参加、ライヴも全面的に参加。
ダイアモンド☆ユカイ（元RED WARRIORS）のライヴ、レコーディング、水越けいこのライヴ・ツアー、SING LIKE TALKINGのシングルのレコーディングにベーシストとして参加。

## 楽曲提供とアレンジ、プロデュース、その他
影山ヒロノブに楽曲提供したのを皮切りに、須藤あきら、川村カオリ、SWITCH、特撮、渡り廊下走り隊などに楽曲提供。
特に川村カオリには2枚のアルバムに計5曲を提供。
須藤ひとみのシングル「渋谷のウルトラマン」をサウンド・プロデュース。
「ウルトラマン・ティガ」の1話で音楽を担当。
またバンド、コロバ・ミルク・バー（当時パイオニアLDC）のアルバムをサウンド・プロデュース。
その他、独特の声質を活かし、数々の有名企業のCMナレーションなどを務めている。